# Szatmárcseke
Szatmárcseke község Szabolcs-Szatmár-Bereg vármegyében, a Fehérgyarmati járásban.

## Fekvése
A vármegye keleti részén, a Tiszaháton fekszik, a Felső-Tisza bal partján, az ukrán határ mentén.
Szomszédai a határ magyar oldalán: kelet felől Tiszakóród, délkelet felől Kölcse, dél felől Túristvándi, délnyugat felől Kömörő, nyugat felől Nagyar, északnyugat felől (a Tisza túlpartján) pedig Tarpa. Észak felől a kárpátaljai Badalóhoz (Бадалово), északkelet felől Haláborhoz (Галабор) tartozó területek határolják.
A környék fontosabb települései közül Tiszabecs 18, Tiszacsécse pedig 11 kilométerre, a környék városai közül Vásárosnamény 29, Fehérgyarmat pedig 17 kilométer távolságra található; a megyeszékhely, Nyíregyháza körülbelül 94 kilométerre fekszik.

### Megközelítése
Nyugati irányból, Kisar és Nagyar felől a 4130-as út vezet Szatmárcsekére, Túristvándi,  Tiszakóród és Kölcse felől pedig a 41 125-ös számú mellékúton érhető el a település. Keleti határszélét érinti még a Penyige-Tiszabecs közti 4129-es út is, Kölcsével pedig a 4131-es út köti össze.
Az ország távolabbi részei felől a leginkább kézenfekvő megközelítési útvonala: Fehérgyarmatig a 491-es főúton, majd Kisarig a 4127-es, onnan pedig a 4130-as úton. Egy másik lehetőség: Penyigéig a 491-esen, onnan pedig Túristvándi érintésével a 4129-es és a 41 125-ös úton.
Vasútvonal nem érinti, a legközelebbi vasúti csatlakozási lehetőség a Nyíregyháza–Mátészalka–Zajta-vasútvonal Penyige vasútállomása, körülbelül 13 kilométerre délre.

## Története
Szatmárcseke (Cseke) neve az oklevelekben 1181-ben tűnik fel először, ekkor már virágzó község, saját egyházzal (templom).
1344-ben Nagy Lajos király új adományt adott rá a Kölcseyeknek.
„A Kölcseyek, melyek Szatmár vármegye egyik ősrégi családja, – IV. Béla király névtelen jegyzője szerint – a Kende családdal egy törzsből Ond vezértől, az Ete atyjától veszik eredetüket.”
A település nevét 1496-ban Cheke alakban írják, s az Ujhelyi család tagjai nyertek rá királyi adományt. 1507-ben Báthory István és Butkay István, 1515-ben Czégényi Kende Péter, 1516-ban Báthori András szerez itt részbirtokot. 1518-ban Werbőczy Istvánt is a birtokosai közt találjuk, mely birtokot Perényi Istvánnal a dobronyai uradalomért cseréli el. 1520-tól a század végéig Báthori András, a Guthi Országhok és még 9 család birtoka.
1642-ben Kölcsey Péter és Zsigmond kapnak egyes részeire új adományt.
A 17–18. században a Kölcsey és Kende rokon családokon kívül a gróf Rhédey, Pongrácz, Kisdobronyi Isaák, Gulácsy és más nemes családoknak is van itt birtoka.
A 20. század elején legnagyobb birtokosai: Kende Béla, Kende Elemér örökösei, Kölcsey Gábor, Zoltán.
A település az évszázadok során sokat szenvedett. Török, tatár, német portyázó csapatok dúlták, kolera sújtotta, sokszor szenvedett az árvizektől,  1865-ben pedig majdnem teljesen leégett.

## Közélete

### Polgármesterei
- 1990–1994: Sarkadi Pál István (független)[3][4]
- 1994–1998: Sarkady Pál István (független)[5][6]
- 1998–2002: Sarkady Pál (független)[7][8]
- 2002–2006: Sarkady Pál István (független)[9][10]
- 2006–2010: Sarkady Pál István (Fidesz-Magosz)[11][12]
- 2010–2014: Sarkady Pál István (Fidesz-KDNP)[13]
- 2014–2019: Csoma Zoltán (független)[14][15]
- 2019–2024: Csoma Zoltán (független)[16]
- 2024– : Csoma Zoltán (független)[1]

## Népesség
Szatmárcseke népessége 2011-ben még 1377 fő volt, amely 2016 elejére 1590 főre emelkedett. Ennek oka főleg az ukrán-magyar határ túloldaláról átköltöző népesség.
A település népességének változása:
| Lakosok száma | 1508 | 1527 | 1553 | 1575 | 1500 | 1476 | 1468 |
|               | 2013 | 2014 | 2015 | 2021 | 2022 | 2023 | 2024 |

2001-ben a település lakosságának 97%-a magyar, 3%-a cigány nemzetiségűnek vallotta magát.
A 2011-es népszámlálás során a lakosok 90,8%-a magyarnak, 28,8% cigánynak, 0,2% ukránnak mondta magát (9,2% nem nyilatkozott; a kettős identitások miatt a végösszeg nagyobb lehet 100%-nál). A vallási megoszlás a következő volt: római katolikus 24,4%, református 56,5%, görögkatolikus 1,8%, felekezeten kívüli 2,6% (12,8% nem válaszolt).
2022-ben a lakosság 90,6%-a vallotta magát magyarnak, 16,1% cigánynak, 1,1% ukránnak, 0,1-0,1% németnek, bolgárnak románnak, 1,1% egyéb, nem hazai nemzetiségűnek (9,3% nem nyilatkozott; a kettős identitások miatt a végösszeg nagyobb lehet 100%-nál). Vallásuk szerint 13% volt római katolikus, 48,7% református, 4% görög katolikus, 0,3% egyéb keresztény, 0,2% ortodox, 0,1% evangélikus, 6,6% felekezeten kívüli (26,4% nem válaszolt).

## Nevezetességei

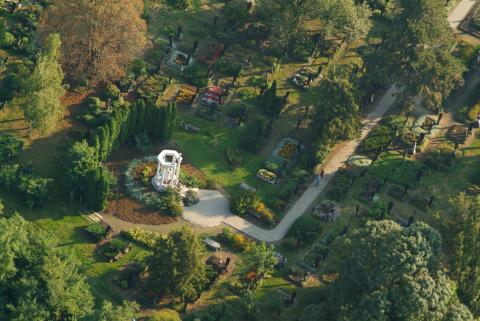
Kölcsey Ferenc fehér márvány síremléke (légi fotó)

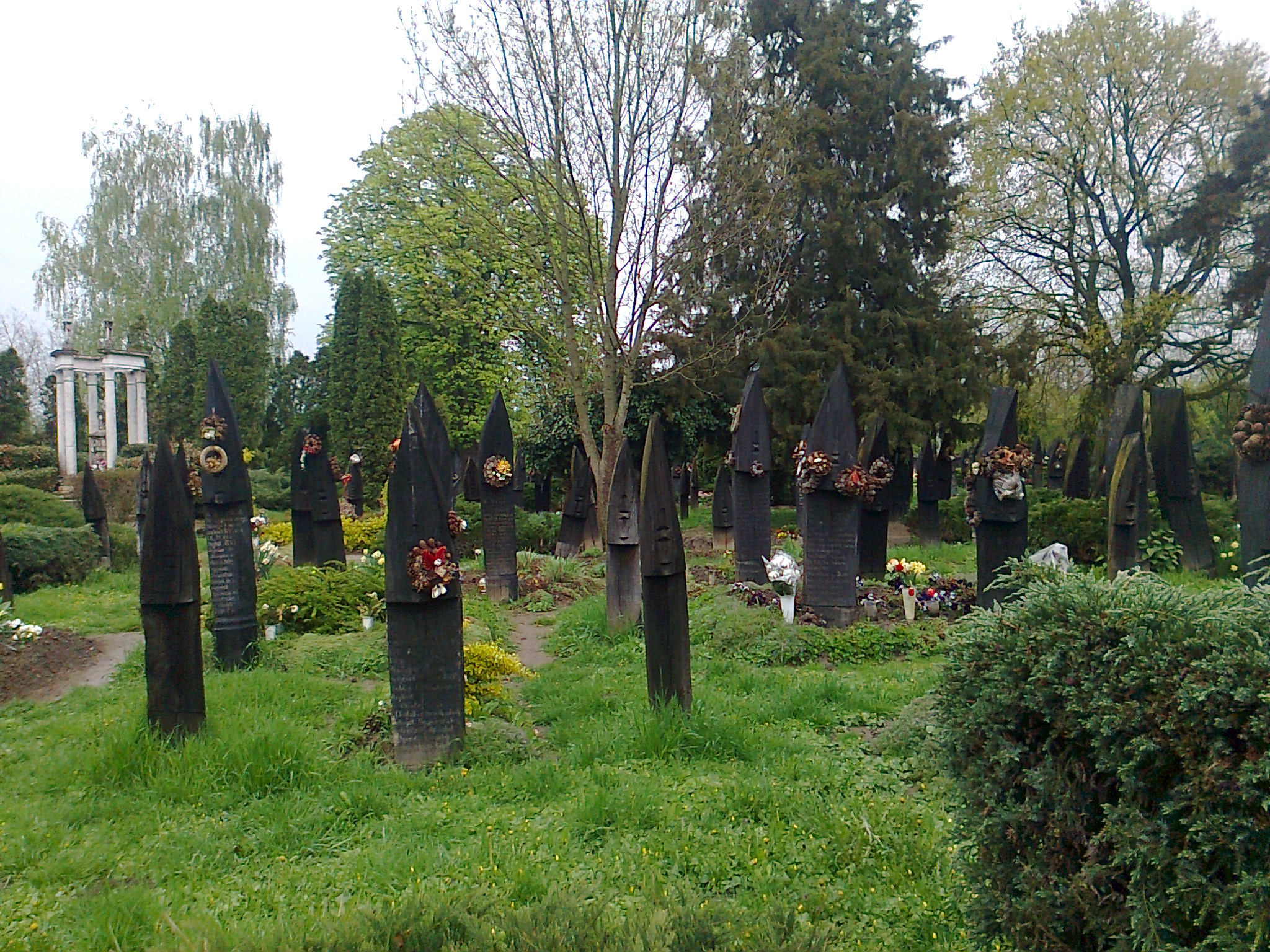
Csónakos fejfás temető, Kölcsey Ferenc síremlékével

- 1815-től 1838. augusztus 24-én bekövetkezett haláláig itt élt Kölcsey Ferenc költő; itt fejezte be a Himnuszt 1823. január 22-én. A Kölcsey-kúria helyén álló Művelődési Házban emlékszobát rendeztek be a tiszteletére.
- Kölcsey-emlékplakett átadása a magyar kultúra napján
- Az épület előtt áll Kölcsey Ferenc egész alakos bronzszobra, melyet a Himnusz születésének 150., s a költő halálának 135. évfordulójára állítottak fel.
- Szatmárcsekei Tájház:  18. században épült taposott szalmatetős szegényparaszti lakóház, népi bútorokkal berendezve.
- Csónak alakú, faragott fejfák sokasága mellett haladva érjük el Kölcsey Ferenc fehér márvány, klasszicista stílusú síremlékét a szatmárcsekei református temetőben.
- Református templomát a 15. században építették.
- Római katolikus temploma 1840 táján klasszicista stílusban épült.
- Cinkefőző verseny
- Szilvalekvár fesztivál

## Ismert emberek
- Itt született 1893. október 13-án Kölcsey István magyar földbirtokos, jogász, országgyűlési képviselő.
- Itt született 1895. június 12-én Molnár Sándor munkásköltő, -író.

- Itt szolgált Obernyik Károly (1814-1855) író, tanár, a magyar társadalmi dráma egyik megteremtője, Petőfi barátja, a Tízek Társaságának tagja.

## Külső hivatkozások
- Szatmárcseke Önkormányzatának honlapja
- Szatmárcseke az utazom.com honlapján[halott link]
- [halott link]
- Honlap Szatmárcsekéről Archiválva 2010. április 5-i dátummal a Wayback Machine-ben